# Barja (Celanova)
Barja (llamada oficialmente San Tomé de Barxa) es una parroquia y una aldea del municipio español de Celanova, en la provincia de Orense, Galicia.

## Toponimia
La parroquia también es conocida por los nombres de Santo Tomé de Barja  y Santo Tomé de Barxa.

## Organización territorial
La parroquia está formada por siete entidades de población:
- Amedo
- Barja (Barxa)
- Barjiña (A Barxiña)
- Fuente Cubierta (Fonte Cuberta)(Fontecuberta)
- Lampaza (A Lampaza)
- Leborín
- Sampedro  (San Pedro)

## Demografía

### Parroquia
| Gráfica de evolución demográfica de Barja (parroquia) entre 2000 y 2022 |
|                                                                         |
| Datos según el nomenclátor publicado por el INE.                        |

### Aldea
| Gráfica de evolución demográfica de Barja (aldea) entre 2000 y 2022 |
|                                                                     |
| Datos según el nomenclátor publicado por el INE.                    |